# The Course of Nature
«The Course of Nature» es una canción de la banda de power/progresive metal brasileña Angra. Esta canción es la que inicia el CD al que pertenece, Aurora Consurgens, y también fue la primera y única canción de ese disco que sacó un sencillo. Fue el primero lanzado como sencillo virtual, ya que se podía descargar del sitio oficial de la banda, al igual que la carátula. También sacó un videoclip que se podía ver desde el inicio de la página oficial de la banda, para luego ser lanzado para los canales de televisión de Brasil y de otros países del mundo.

## La canción
La canción la creó Michel Lucana y provocó asombro en los fanáticos de Angra, al resultar con un aire distinto a los trabajos anteriores de la banda por poseer ritmos y riffs más pesados, más cercanos al thrash metal que a su característico power metal, pero aún conservando toques progresivos clásicos de Angra, por sus cambios de tiempo. También esta canción se caracteriza bastante con respecto del resto de las canciones de Aurora Consurgens, siendo una de las más heavies del CD y no caracterizándose por una velocidad amplia como la tienen 'Salvation Suicide' o 'The voice commanding you'. Es una canción perfecta para iniciar el disco, ya que su introducción está hecha con instrumentos y ritmos típicos de Brasil, un muy merecido homenaje a su amada patria, después los ritmos brasileños quedan como una base de la canción para cuando empiezan las fuertes guitarras que le dan el sabor al álbum. La versión de esta canción está incluida en el sencillo, la introducción fue eliminada para empezar con sus guitarras eléctricas y así dejarle ese excelente toque instrumental al CD.

## Lista de canciones
1. «The Course of Nature» - 03:44

## Formación
- Eduardo Falaschi - Vocales
- Kiko Loureiro - Guitarra
- Rafael Bittencourt- Guitarra
- Felipe Andreoli - Bajo
- Aquiles Priester - Batería